# Colosseum: Road to Freedom
Colosseum: Road to Freedom est un jeu vidéo de type beat them all développé par Ertain et édité par Koei, sorti en 2005 sur PlayStation 2.
Il met en scène des combats de gladiateurs.

## Accueil
- Jeuxvideo.com : 12/20[1]